# Los Serrano
Los Serrano es una serie de televisión de comedia dramática producida por Globomedia emitida originalmente en la cadena española Telecinco con 8 temporadas y un total de 147 episodios. La serie transcurre en el ficticio barrio de Santa Justa localizado en la Ribera del río Manzanares, Madrid donde la familia regenta la taberna 'Hermanos Serrano' y el 'Colegio Garcilaso de la Vega'. Relata la vida de la familia Serrano.
Desde su estreno, uno de los espacios con mayor audiencia de la cadena. Programa más visto en España (2004) manteniendo de forma regular liderazgo de audiencia en su franja horaria. Además del respaldo del público, la serie recibió también múltiples premios: Destaca el Premio Ondas a la mejor serie española; el Premio Micrófono de Oro; el Premio Fotogramas de Plata; el Premio Zapping y el Premio concedido por la Academia de la Televisión.

## Argumento
Diego Serrano (Antonio Resines) es un padre viudo a cargo de sus tres hijos, Marcos (Fran Perea), Guille (Víctor Elías) y Curro (Jorge Jurado). Lucía Gómez (Belén Rueda) es una mujer divorciada y madre de dos hijas, Eva (Verónica Sánchez) y María Teresa, alias Teté (Natalia Sánchez). Todo cambia cuando Lucía, en un viaje hacia la playa, sufre un pinchazo y la persona que se detiene a socorrerla no es otra que Diego, su primer novio de la juventud. Diego y Lucía se casan y ambas familias tendrán que convivir bajo el mismo techo y estarán obligadas a entenderse a pesar de las múltiples diferencias, abordando diferentes problemas en manera unida. Todas las aventuras de esta gran familia están narradas en clave cómica, atrayendo al público de todas las edades.

### Polémico desenlace
En el último capítulo, Curro ingresa en un reformatorio tras cometer un atropello. Por otro lado, Guille y Teté se escapan a Barcelona para poder vivir juntos como pareja. Ante toda esta situación, Diego no sabe cómo actuar, por lo que decide suicidarse. En lo alto de un puente, Diego habla con su difunta mujer, Lucía, dirigiéndole sus últimas palabras: "Lo he hecho todo mal, Lucía, todo mal...". Tras tirarse del puente, una luz blanca da paso al despertar de un sueño. El sueño que ha tenido Diego Serrano en su noche de bodas.
Con este despertar, Diego "retrocede" cinco años en el tiempo, revelándose que toda la serie ha sido en realidad un sueño. Al despertar, Diego ve cómo Lucía, su nueva mujer, está observándolo, y le dice que, a pesar de haber pasado una noche de bodas genial, tienen que mantener una familia. Al bajar a la cocina, Diego encuentra una escena muy similar a la del primer capítulo de la serie.
El final, que dejó perplejo a gran parte de la población, es considerado uno de los más míticos de la historia televisiva española. A raíz de la serie, se instauró la expresión «un sueño de Resines» para hacer alusión al recurso empleado para finalizar precipitadamente un libro, serie o película, en el que el protagonista se despierta y todo lo acontecido ha sido un sueño.

## Guion
La serie fue pionera en introducir nuevo modelo familiar además de ser topo y adaptarse a nuevas corrientes sociales. El origen de la trama se centra en la convivencia y las diferencias entre los hombres y las mujeres de una misma casa. Los temas principales de esta serie han sido:
- Amor: Origen de la serie. Desde el más pequeño al mayor han caído en algún momento de la serie.
- La amistad: Sobre lo que han girado las relaciones entre distintos personajes. El ejemplo más claro el trío Fiti-Diego-Santiago que nunca han dudado de ello cuando alguno ha necesitado ayuda.
- El respeto y la tolerancia: Sobre todo a personas de distintas culturas o ideologías debido al desconocimiento de algunos personajes del tema.

## Reparto

### 1.ª temporada

#### Reparto Principal
- Antonio Resines – Diego Serrano
- Belén Rueda – Lucía Gómez Casado
- Jesús Bonilla – Santiago «Santi» Serrano
- Verónica Sánchez – Eva Capdevila Gómez
- Fran Perea – Marcos Serrano Moreno
- Natalia Sánchez – María Teresa «Teté» Capdevila Gómez
- Víctor Elías – Guillermo «Guille» Serrano Moreno
- Jorge Jurado – Francisco «Curro» Serrano Moreno
- Antonio Molero – Fructuoso «Fiti» Guillermo Martínez Carrasco
- Nuria González – Candelaria «Candela» Blanco Fernández
- Manolo Caro - Paquillo
- Jorge Fernández – Andrés Blanco Fernández
- Alejo Sauras – Raúl Alfredo Martínez Blanco
- Julia Gutiérrez Caba como Carmen Casado Robles

#### Reparto Secundario
- Daniel Esparza – Mustafá Rasit
- Juan Luppi – Matías Scobich «Valdano»
- Andrés de la Cruz – José María «Boliche» Bellido
- Sara Brasal – Yolanda «Yoli» Bellido
- Bárbara Muñoz – Amiga (Capítulo 1 - Capítulo 2; Capítulo 8)
- Getari Etxegarai – Vanessa (Capítulo 1 - Capítulo 2)
- Joan Negrié – Joan Manuel (Capítulo 1 - Capítulo 2; Capítulo 4; Capítulo 13)
- Ales Furundarena – Fernando González (Capítulo 2; Capítulo 9)
- Jimmy Barnatán – Octavio Salas "Chuky" (Capítulo 2 - Capítulo 3; Capítulo 5; Capítulo 7 - Capítulo 11; Capítulo 13)
- Juanjo Cucalón - Pepe (Capítulo 6)
- Miguel Ríos - Él mismo (Capítulo 7)
- Goizalde Núñez - María Lourdes "Lourditas" Salgado (Capítulo 7)
- Maríano Peña - El Rober (Capítulo 12)
- José Coromina - Benny (Capítulo 12)
- Eduardo Gómez - Tonny (Capítulo 12)
- Alaska - Ella misma (Capítulo 13)
- Tony Aguilar - Él mismo (Capítulo 13)

### 2.ª temporada

#### Reparto Principal
- Antonio Resines – Diego Serrano
- Belén Rueda – Lucía Gómez Casado (Capítulo 1 - Capítulo 3; Capítulo 5; Capítulo 7; Capítulo 9; Capítulo 11 - Capítulo 13)
- Jesús Bonilla – Santiago «Santi» Serrano
- Verónica Sánchez – Eva Capdevila Gómez
- Fran Perea – Marcos Serrano Moreno
- Natalia Sánchez – María Teresa «Teté» Capdevila Gómez
- Víctor Elías – Guillermo «Guille» Serrano Moreno
- Jorge Jurado – Francisco «Curro» Serrano Moreno
- Antonio Molero – Fructuoso «Fiti» Martínez Carrasco
- Nuria González – Candela Blanco Fernández
- Manolo Caro – Paquillo «Quillo» (Capítulo 1 - Capítulo 7; Capítulo 10 - Capítulo 12)
- Alejo Sauras – Raúl Alfredo Martínez Blanco
- Julia Gutiérrez Caba - Carmen Casado Robles

#### Reparto Secundario
- Jimmy Barnatán - Octavio Salas "Chuky"
- Andrés de la Cruz- José María Bellido "Boliche"
- Daniel Esparza - Mustafá Rasit
- Sara Brasal - Yolanda "Yoli" Bellido (Capítulo 1 - Capítulo 4; Capítulo 6 - Capítulo 12)
- Juan Luppi- Matías Scobich "Valdano" (Capítulo 3 - Capítulo 4)
- Carlos Rodríguez - Richy López (Capítulo 1; Capítulo 4; Capítulo 13)
- Jennifer Manzano - Sara (Capítulo 5)
- Javier Bódalo - Díez (Capítulo 8)
- Marie-Anne Favreu - Lorena (Capítulo 9; Capítulo 12)
- Iñaki Zalduegui - Bruno (Capítulo 9 - Capítulo 13)
- Alfredo Landa - Francisco Serrano (Capítulo 1 - Capítulo 3)
- Goizalde Núñez - María Lourdes "Lourditas" Salgado (Capítulo 1 - Capítulo 6; Capítulo 10; Capítulo 13)
- Ales Furundarena - Fernando "Fermín" (Capítulo 1; Capítulo 3 - Capítulo 5; Capítulo 8 - Capítulo 11)
- Aída de la Cruz - Mari Pau (Capítulo 1)
- Elsa Pataky- Raquel (Capítulo 4 - Capítulo 13)
- Alexandra Jiménez -África Sanz (Capítulo 12 - Capítulo 13)
- Paulo Pires - John (Capítulo 13)

### 3.ª temporada

#### Reparto Principal
- Antonio Resines – Diego Serrano
- Belén Rueda – Lucía Gómez Casado
- Jesús Bonilla – Santiago «Santi» Serrano
- Verónica Sánchez – Eva Capdevila Gómez
- Fran Perea – Marcos Serrano Moreno
- Natalia Sánchez – María Teresa «Teté» Capdevila Gómez
- Víctor Elías – Guillermo «Guille» Serrano Moreno
- Jorge Jurado – Francisco «Curro» Serrano Moreno
- Antonio Molero – Fructuoso «Fiti» Martínez Carrasco
- Nuria González – Candela Blanco Fernández
- Manolo Caro – Paquillo «Quillo» (Capítulo 6; Capítulo 8 - Capítulo 17; Capítulo 19)
- Alejo Sauras – Raúl Alfredo Martínez Blanco
- Julia Gutiérrez Caba - Carmen Casado Robles

#### Reparto Secundario
- Alexandra Jiménez - África Sanz
- Jimmy Barnatan - Octavio Salas "Chuky"
- Andrés de la Cruz- José María Bellido "Boliche"
- Daniel Esparza - Mustafá Rasit (Capítulo 1 - Capítulo 14; Capítulo 16 - Capítulo 19)
- Sara Brasal - Yolanda "Yoli" Bellido (Capítulo 1 - Capítulo 11; Capítulo 13 - Capítulo 14; Capítulo 16 - Capítulo 19)
- Goizalde Núñez - María Lourdes "Lourditas" Salgado (Capítulo 1 - Capítulo 5; Capítulo 7 - Capítulo 18)
- Ales Furundarena - Fernando "Fermín" (Capítulo 1 - Capítulo 4; Capítulo 6 - Capítulo 7; Capítulo 9 - Capítulo 16; Capítulo 18)
- Carlos Rodríguez - Richy López (Capítulo 1 - Capítulo 2)
- Iñaki Zalduegui - Bruno (Capítulo 1 - Capítulo 2; Capítulo 4)
- Javier Bódalo - Díez (Capítulo 1; Capítulo 5 - Capítulo 6; Capítulo 12)
- Marie-Anne Favreu - Lorena (Capítulo 2; Capítulo 16; Capítulo 18)
- Jennifer Manzano - Sara (Capítulo 2; Capítulo 8; Capítulo 11)
- Maríano Peña - El Rober (Capítulo 7; Capítulo 14; Capítulo 16 - Capítulo 17; Capítulo 19)
- Álex Barahona - Álex Chacón (Capítulo 14 - Capítulo 17; Capítulo 19)

### 4.ª temporada

#### Reparto Principal
- Antonio Resines – Diego Serrano
- Belén Rueda – Lucía Gómez Casado
- Jesús Bonilla – Santiago «Santi» Serrano
- Verónica Sánchez – Eva Capdevila Gómez
- Fran Perea – Marcos Serrano Moreno
- Natalia Sánchez – María Teresa «Teté» Capdevila Gómez
- Víctor Elías – Guillermo «Guille» Serrano Moreno
- Jorge Jurado – Francisco «Curro» Serrano Moreno
- Antonio Molero – Fructuoso «Fiti» Martínez Carrasco
- Nuria González – Candela Blanco Fernández
- Manolo Caro – Paquillo «Quillo» (Capítulo 1 - Capítulo 2)
- Alejo Sauras – Raúl Alfredo Martínez Blanco
- Alexandra Jiménez – África «Afri» Sanz
- Jimmy Barnatán – Octavio Salas «Chucky»
- Julia Gutiérrez Caba como Carmen Casado Robles

#### Reparto Secundario
- Goizalde Núñez – María Lourdes «Lourditas» Salgado (Capítulo 1; Capítulo 3; Capítulo 5; Capítulo 8; Capítulo 11 - Capítulo 14; Capítulo 16 - Capítulo 26)
- Álex Barahona - Álex Chacón (Capítulo 3 - Capítulo 6; Capítulo 8; Capítulo 11; Capítulo 14 - 16; Capítulo 18; Capítulo 20 - Capítulo 24; Capítulo 26)
- Andrés de la Cruz - José María Bellido "Boliche" (Capítulo 1 - Capítulo 7; Capítulo 9 - Capítulo 11; Capítulo 15 - Capítulo 19; Capítulo 21 - Capítulo 23; Capítulo 26)
- Sara Brasal - Yolanda "Yoli" Bellido (Capítulo 1 - Capítulo 5; Capítulo 9 - Capítulo 11; Capítulo 15 - Capítulo 19; Capítulo 21 - Capítulo 23)
- Ales Furundarena - Fernando (Capítulo 2 - Capítulo 4; Capítulo 11; Capítulo 13; Capítulo 16; Capítulo 21 - Capítulo 22; Capítulo 25)
- Christian Criado - Humberto (Capítulo 1; Capítulo 5; Capítulo 13 - Capítulo 15; Capítulo 17; Capítulo 20; Capítulo 22 - Capítulo 24; Capítulo 26)
- Adrián Rodríguez - David Bornás "DVD" (Capítulo 1 - Capítulo 4; Capítulo 9 - Capítulo 11; Capítulo 13 - Capítulo 24; Capítulo 26)
- Javier Bódalo - Díez (Capítulo 1; Capítulo 4; Capítulo 11; Capítulo 20; Capítulo 22)
- Marie-Anne Favreu - Lorena (Capítulo 4; Capítulo 23; Capítulo 26)
- Jennifer Manzano - Sara (Capítulo 8; Capítulo 12; Capítulo 18)
- Juan Luppi - Matías Scobich "Valdano" (Capítulo 15 - Capítulo 17)
- Leticia Dolera - Ruth Castell Capdevila (Capítulo 16 - Capítulo 26)
- María Alfonsa Rosso - Adela (Capítulo 21; Capítulo 26)
- Paulo Pires - Paul (Capítulo 24-25)

### 5.ª temporada

#### Reparto Principal
- Antonio Resines – Diego Serrano
- Belén Rueda – Lucía Gómez Casado
- Jesús Bonilla – Santiago «Santi» Serrano
- Antonio Molero – Fructuoso «Fiti» Martínez Carrasco
- Fran Perea – Marcos Serrano Moreno (Capítulo 1 - Capítulo 13)
- Natalia Sánchez – María Teresa «Teté» Capdevila Gómez
- Víctor Elías – Guillermo «Guille» Serrano Moreno
- Jorge Jurado – Francisco «Curro» Serrano Moreno
- Nuria González – Candela Blanco Fernández (Capítulo 1 - Capítulo 13)
- Alejo Sauras – Raúl Alfredo Martínez Blanco
- Goizalde Núñez – María Lourdes «Lourditas» Salgado
- Alexandra Jiménez – África «Afri» Sanz
- Jimmy Barnatán – Octavio Salas «Chucky»
- María Bonet – Helena Rivera
- Álex Barahona – Alejandro «Álex» Chacón (Capítulo 1; Capítulo 6; Capítulo 9 - Capítulo 10; Capítulo 13 - Capítulo 26)
- Julia Gutiérrez Caba como Carmen Casado Robles

#### Reparto Secundario
- Andrés de la Cruz -José María Bellido "Boliche" (Capítulo 1 - Capítulo 3; Capítulo 5; Capítulo 7 - Capítulo 16; Capítulo 18; Capítulo 20 - Capítulo 22; Capítulo 24 - Capítulo 26)
- Sara Brasal - Yolanda "Yoli" Bellido (Capítulo 1 - Capítulo 5; Capítulo 7 - Capítulo 9; Capítulo 11; Capítulo 13 - Capítulo 15; Capítulo 20; Capítulo 22; Capítulo 25 - Capítulo 26)
- Ales Furundarena - Fernando "Fermín" (Capítulo 1 - Capítulo 5; Capítulo 7 - Capítulo 9; Capítulo 14; Capítulo 16 - Capítulo 20; Capítulo 22; Capítulo 24; Capítulo 26)
- Juan Luppi - Matías Scobich "Valdano" (Capítulo 1 - Capítulo 3; Capítulo 5; Capítulo 7 - Capítulo 16; Capítulo 22; Capítulo 24 - Capítulo 26)
- Adrián Rodríguez - David Bornás "DVD" (Capítulo 1 - Capítulo 3; Capítulo 5; Capítulo 7 - Capítulo 9; Capítulo 11 - Capítulo 16; Capítulo 20 - Capítulo 22; Capítulo 24 - Capítulo 26)
- Pablo Gime - Grogui (Capítulo 1 - Capítulo 6; Capítulo 8 - Capítulo 26)
- Marie-Anne Favreu - Lorena (Capítulo 2)
- María Alfonsa Rosso - Adela (Capítulo 3 - Capítulo 4; Capítulo 6; Capítulo 14; Capítulo 26)
- Javier Gutiérrez - José Luis «Josico» Salgado (Capítulo 6 - Capítulo 15; Capítulo 18 - Capítulo 26)
- Pepa Aniorte - María Asunción «Choni» Martínez (Capítulo 7; Capítulo 10 - Capítulo 11; Capítulo 13 - Capítulo 26)
- Verónica Sánchez - Eva Capdevila (Capítulo 13)
- Mariano Llorente - Ramón Sanz (Capítulo 15 - Capítulo 16; Capítulo 26)
- Bea Segura - Gloria "La Hueso" (Capítulo 19 - Capítulo 20; Capítulo 23)
- Kira Miró - Lola (Capítulo 24 - Capítulo 26)

### 6.ª temporada

#### Reparto Principal
- Antonio Resines – Diego Serrano
- Belén Rueda – Lucía Gómez Casado (Capítulo 1 - Capítulo 10)
- Jesús Bonilla – Santiago «Santi» Serrano
- Antonio Molero – Fructuoso «Fiti» Martínez Carrasco
- Natalia Sánchez – María Teresa «Teté» Capdevila Gómez
- Víctor Elías – Guillermo «Guille» Serrano Moreno
- Jorge Jurado – Francisco «Curro» Serrano Moreno
- Alejo Sauras – Raúl Alfredo Martínez Blanco
- Goizalde Núñez – María Lourdes «Lourditas» Salgado
- Alexandra Jiménez – África «Afri» Sanz
- Pilar Castro – Emilia Huarte (Capítulo 1 - Capítulo 12)
- Javier Gutiérrez – José Luis «Josico» Salgado (Capítulo 12 - Capítulo 27)
- Pepa Aniorte – María Asunción «Choni» Martínez Carrasco
- Jaydy Michel - Celia Montenegro (Capítulo 15 - Capítulo 27)
- Natalia Verbeke - Ana Blanco (Capítulo 20 - Capítulo 27)
- Julia Gutiérrez Caba como Carmen Casado Robles

#### Reparto Secundario
- Andrés de la Cruz - José María Bellido "Boliche" (Capítulo 1 - Capítulo 9; Capítulo 11; Capítulo 14; Capítulo 16 - Capítulo 25; Capítulo 27)
- Sara Brasal - Yolanda "Yoli" Bellido (Capítulo 1 - Capítulo 9; Capítulo 11; Capítulo 15 - Capítulo 25; Capítulo 27)
- Juan Luppi - Matias Scobich "Valdano" (Capítulo 1 - Capítulo 3; Capítulo 5 - Capítulo 9; Capítulo 11; Capítulo 14 - Capítulo 25; Capítulo 27)
- Adrián Rodríguez - David Bornás "DVD" (Capítulo 1 - Capítulo 3; Capítulo 6 - Capítulo 9; Capítulo 11; Capítulo 14 - Capítulo 25; Capítulo 27)
- Ales Furundarena - Fernando "Fermín" (Capítulo 1 - Capítulo 3; Capítulo 5 - Capítulo 7; Capítulo 9; Capítulo 11 - Capítulo 12; Capítulo 14 - Capítulo 27)
- Pablo Galán - Manuel "Manu" Capdevila (Capítulo 2 - Capítulo 27)
- María Hervás - Susana "Su" (Capítulo 3 - Capítulo 25)
- Teresa Lozano - Tía Enriqueta (Capítulo 3; Capítulo 9; Capítulo 11)
- Jimmy Barnatan - Octavio Salas "Chuky" (Capítulo 4; Capítulo 6 - Capítulo 8; Capítulo 26)
- María Alfonsa Rosso - Adela (Capítulo 10; Capítulo 13; Capítulo 25)
- Jaime Domingo Berkani - Ramón Sanz (Capítulo 12 - Capítulo 13; Capítulo 15 - Capítulo 20; Capítulo 22; Capítulo 24 - Capítulo 26)
- Fran Perea - Marcos Serrano Moreno (Capítulo 12 - Capítulo 13; Capítulo 25)

### 7.ª temporada

#### Reparto Principal
- Antonio Resines – Diego Serrano Sanz
- Jesús Bonilla – Santiago «Santi» Serrano Sanz
- Antonio Molero – Fructuoso Guillermo «Fiti» Martínez Carrasco
- Natalia Sánchez – María Teresa «Teté» Capdevila Gómez
- Víctor Elías – Guillermo «Guille» Serrano Moreno
- Jorge Jurado – Francisco «Curro» Serrano Moreno
- Alejo Sauras – Raúl Alfredo Martínez Blanco
- Goizalde Núñez – María Lourdes «Lourditas» Salgado
- Alexandra Jiménez – África «Afri» Sanz
- Javier Gutiérrez – José Luis «Josico» Salgado
- Pepa Aniorte – María Asunción «Choni» Martínez Carrasco
- Jaydy Michel – Celia Montenegro
- Natalia Verbeke – Ana Blanco Fernández (Capítulo 1 - Capítulo 14)
- Julia Gutiérrez Caba - Carmen Casado Robles

#### Reparto Secundario
- Andrés de la Cruz - José María Bellido "Boliche"
- Sara Brasal - Yolanda "Yoli" Bellido (Capítulo 1 - Capítulo 3; Capítulo 5 - Capítulo 8; Capítulo 10 - Capítulo 11; Capítulo 13 - Capítulo 14; Capítulo 16)
- Juan Luppi - Matias Scobich "Valdano"
- Adrián Rodríguez - David Bornás "DVD" (Capítulo 1 - Capítulo 2; Capítulo 4; Capítulo 8 - Capítulo 16)
- Ales Furundarena - Fernando "Fermín" (Capítulo 1 - Capítulo 14; Capítulo 16)
- Jaime Domingo Berkani - Ramón Sanz (Capítulo 1 - Capítulo 7; Capítulo 9 - Capítulo 16)
- Adelaida Buscato - Sandrine (Capítulo 1 - Capítulo 4)
- Salvador Sánchez - Adrián Martínez (Capítulo 1 - Capítulo 4)

### 8.ª temporada

#### Reparto Principal
- Antonio Resines – Diego Serrano.
- Jesús Bonilla – Santiago «Santi» Serrano.
- Antonio Molero – Fructuoso «Fiti» Martínez Carrasco.
- Natalia Sánchez – María Teresa «Teté» Capdevila Gómez.
- Víctor Elías – Guillermo «Guille» Serrano Moreno.
- Jorge Jurado – Francisco «Curro» Serrano Moreno.
- Alejo Sauras – Raúl Alfredo Martínez Blanco.
- Goizalde Núñez – María Lourdes «Lourditas» Salgado.
- Alexandra Jiménez – África «Afri» Sanz.
- Jaydy Michel – Celia Montenegro.
- Pepa Aniorte – María Asunción «Choni» Martínez Carrasco.
- Dafne Fernández – Luna Peralta Gómez.
- Michel Gurfi – Gael Montenegro. (Capítulo 2 - Capítulo 7)
- Lydia Bosch – Elena Gómez Casado.
- Julia Gutiérrez Caba como Carmen Casado Robles.

#### Reparto Secundario
- Andrés de la Cruz - José María Bellido "Boliche"
- Sara Brasal - Yolanda "Yoli" Bellido (Capítulo 1 - Capítulo 4; Capítulo 6 - Capítulo 7)
- Juan Luppi - Matias Scobich "Valdano"
- Adrián Rodríguez - David Bornás "DVD" (Capítulo 1 - Capítulo 4; Capítulo 7)
- Ales Furundarena - Fernando "Fermín" (Capítulo 1 - Capítulo 3; Capítulo 5 - Capítulo 7)
- Jaime Domingo Berkani - Ramón Sanz (Capítulo 1 - Capítulo 6)
- Pablo Puyol - Nacho (Capítulo 1 - Capítulo 2; Capítulo 5 - Capítulo 7)
- Fran Perea - Marcos Serrano Moreno (Capítulo 1; Capítulo 7)
- Ignacio Montes - Juan Peralta Gómez (Capítulo 3 - Capítulo 7)
- Javier Gutiérrez - José Luis "Josico" Salgado (Capítulo 6 - Capítulo 7)
- Natalia Verbeke - Ana Blanco (Capítulo 7)
- Belén Rueda - Lucía Gómez Casado (Capítulo 7)

## Episodios y audiencias
A lo largo de sus 8 temporadas la serie logró mantenerse de forma regular como líder de audiencia en su franja horaria. En total, la serie promedió 5 048 000 espectadores y 28,9 % de cuota de pantalla a lo largo de sus 147 episodios. Programa más visto (2004) con audiencia media de 6,9 millones de espectadores y 38 % de cuota de pantalla.
El capítulo más visto el episodio 32 titulado Los puentes de Burundi emitido el 1 de abril de 2004 con media de 8.191.000 espectadores y 43,3 % de cuota de pantalla. El capítulo con mayor cuota de pantalla el episodio 31 titulado El otro lado de la acera emitido el 25 de marzo de 2004 que registró 44,5 % de cuota de pantalla con 8.175.000 espectadores.

### Evolución de audiencias
Audiencias media de cada temporada.(Según registros de Kantar Media).
| Temporada | Temporada | Episodios | Estreno                 | Final                 | Media de audiencia | Media de audiencia |
| Temporada | Temporada | Episodios | Estreno                 | Final                 | Espectadores       | Cuota (%)          |
| --------- | --------- | --------- | ----------------------- | --------------------- | ------------------ | ------------------ |
|           | 1         | 13        | 22 de abril de 2003     | 15 de julio de 2003   | 4 840 000          | 31,1               |
|           | 2         | 13        | 11 de noviembre de 2003 | 19 de febrero de 2004 | 6 850 000          | 38,9               |
|           | 3         | 19        | 26 de febrero de 2004   | 7 de julio de 2004    | 6 742 000          | 37,3               |
|           | 4         | 26        | 12 de enero de 2005     | 6 de julio de 2005    | 5 685 000          | 30,8               |
|           | 5         | 26        | 20 de diciembre de 2005 | 29 de junio de 2006   | 4 595 000          | 26,2               |
|           | 6         | 27        | 2 de enero de 2007      | 3 de julio de 2007    | 4 260 000          | 23,8               |
|           | 7         | 16        | 19 de diciembre de 2007 | 1 de abril de 2008    | 3 404 000          | 19,5               |
|           | 8         | 7         | 5 de junio de 2008      | 17 de julio de 2008   | 3 398 000          | 21,8               |
| Total     | Total     | 147       | 22 de abril de 2003     | 17 de julio de 2008   | 5 038 000          | 28,6               |

## Productos derivados de la serie

### Música
El fenómeno mediático de la serie lanzó al mundo de la música a uno de sus protagonistas Fran Perea (canta la sintonía de la cabecera) es decir, la canción 1 más 1 son 7 que luego grabó para la discográfica Dro como su primer sencillo. El grupo El sueño de Morfeo se dio a conocer también a través de Raquel del Rosario (hizo el papel de vocalista). En 2005, cuando Fran Perea abandonó la serie se creó un grupo juvenil llamado Santa Justa Klan (SJK) formado por los personajes de DVD, Boliche, Guille y Teté (interpretados por Adrián Rodríguez, Andrés de la Cruz, Víctor Elías y Natalia Sánchez respectivamente), quienes editaron dos discos.

### Revista SJK
A raíz del éxito del grupo musical SJK, en febrero de 2006 Panini lanzó al mercado la revista mensual SJK, destinada al público juvenil.

### 2023: 'Uno más uno son 20', el disco aniversario de 'Los Serrano
1. Mi corazón - con Roi Méndez y Roberto Leal
2. La vida al revés - con David Otero
3. Punto y aparte - con Álvaro Benito
4. Qué va a ser - con La oreja de Van Gogh (Leire Martínez Ochoa)
5. La chica de la habitación de al lado - con Ginebras
6. Me sale a cuenta - con Rayden
7. Uno más uno son 7 - con Despistaos (en el videoclip salen imágenes de 2023 de Antonio Resines, Belén Rueda, Verónica Sánchez, Natalia Sánchez, Víctor Elías y Jorge Jurado)
8. Voy a pensar en ti - con Ana Guerra
9. Cuenta conmigo - con Bely Basarte
10. Tenemos que bailarla - con Víctor Elías
11. Extra: Uno + Uno son 7 (Versión Celta con El sueño de Morfeo)

## La película
Por confirmar o desmentir oficialmente: En 2028 con motivo de los 20 años de que se acabó la serie tienen previsto grabar y estrenar un Telefilme basado en la serie Los Serrano con casi todo el reparto original.

## En el extranjero
La serie en su versión original se emite o ha sido emitida en multitud de países de Europa (Polonia, Francia, Finlandia, Serbia, Eslovenia, Bosnia y Herzegovina, Montenegro, Macedonia del Norte, Rumanía y Rusia). También se emite o ha sido emitida en todos los países pertenecientes a Hispanoamérica con mayor o menor éxito (Chile, en El Salvador a través del canal 12, en México a través de los canales Cadenatres y Canal 6, en Uruguay y Venezuela).
La serie ha sido adaptada y emitida en Portugal (en la emisora TVI, llamándose Os Serranos, siendo líder de audiencia desde su estreno); En Italia (llamándose I Cesaroni), en Serbia (llamándose Sinđelici), en Grecia (bajo el nombre Ευτυχισμένοι μαζί), en Turquía (bajo el nombre Ilk Askim), en Eslovenia (bajo el nombre Česnovi), en Bulgaria (bajo el nombre Nie, nashite i vashite) y en la República Checa (bajo el nombre "Horákovi", apellido típico checo). Además, la cadena norteamericana NBC ha comprado los derechos para adaptar también la serie.